# Cantone di Montlhéry
Il Cantone di Montlhéry era una divisione amministrativa dell'arrondissement di Palaiseau.
A seguito della riforma approvata con decreto del 24 febbraio 2014, che ha avuto attuazione dopo le elezioni dipartimentali del 2015, è stato soppresso.

## Composizione
Comprendeva i comuni di:
- Linas
- Longpont-sur-Orge
- Marcoussis
- Montlhéry
- Nozay
- Saint-Jean-de-Beauregard
- La Ville-du-Bois